# Waga miejska w Goudzie

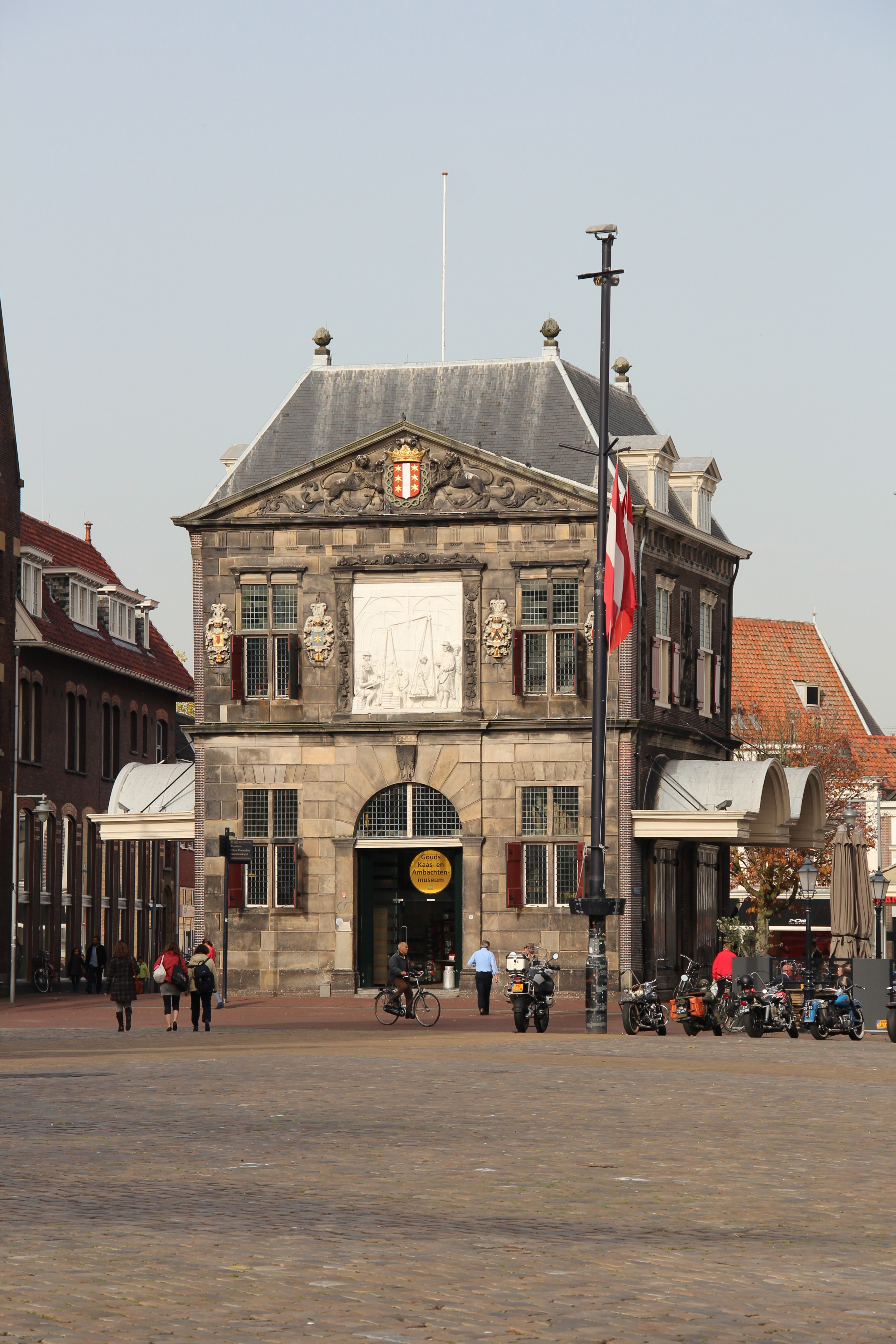
Waga miejska w Goudzie, 2012

Waga miejska w Goudzie niderl. De Waag in Gouda – sporych rozmiarów budynek, powstały w 1668 roku, reprezentujący styl zwany klasycyzmem holenderskim. Znajduje się ona w mieście Gouda, w Holandii.
Głównym twórcą wagi miejskiej z Goudy był architekt Pieter Post. Gmach położony jest na tamtejszym rynku, w jego północnej pierzei. Szczególnie ciekawa jest płaskorzeźba w tympanonie przedstawiająca ważenie sera. Od początku kwietnia do końca sierpnia w każdy czwartek rano na rynku przed wagą odbywa się tradycyjny targ serów. W wadze miejskiej w Goudzie funkcjonuje również muzeum sera czynne od kwietnia do października oprócz poniedziałków. Wstęp do muzeum jest płatny.

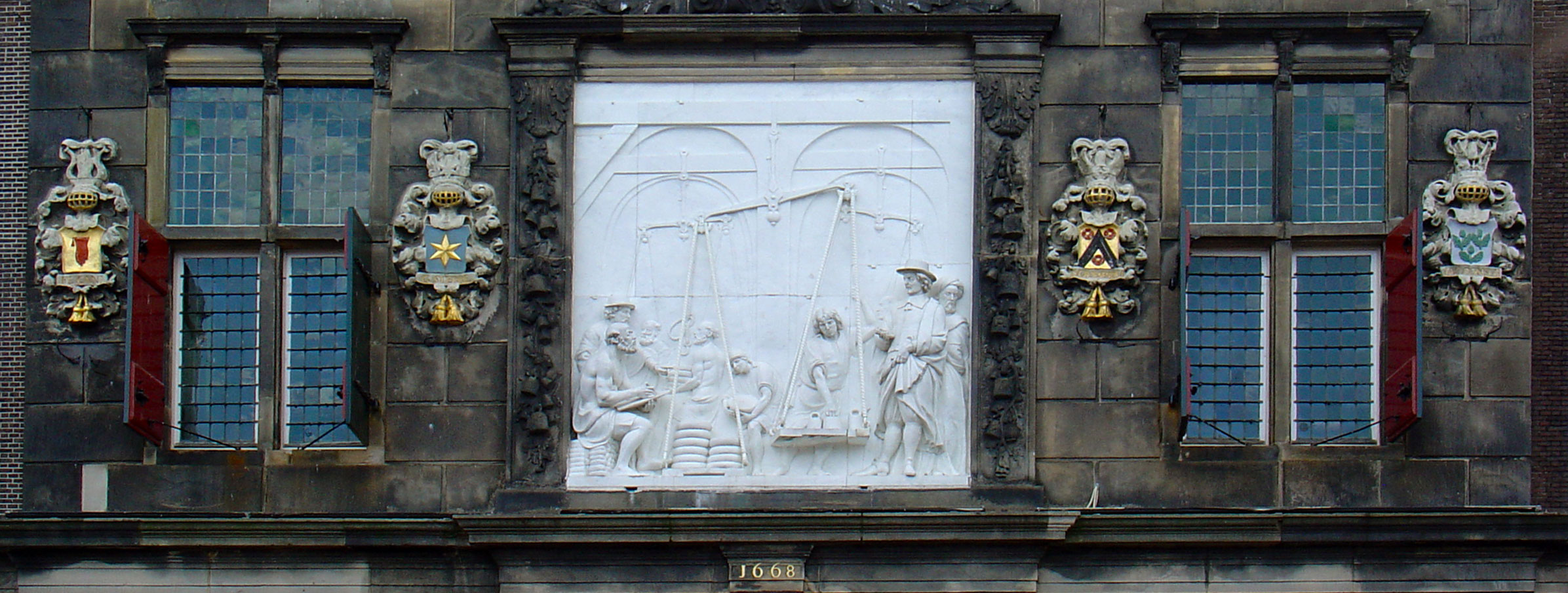
Tympanon i tarcze herbowe.
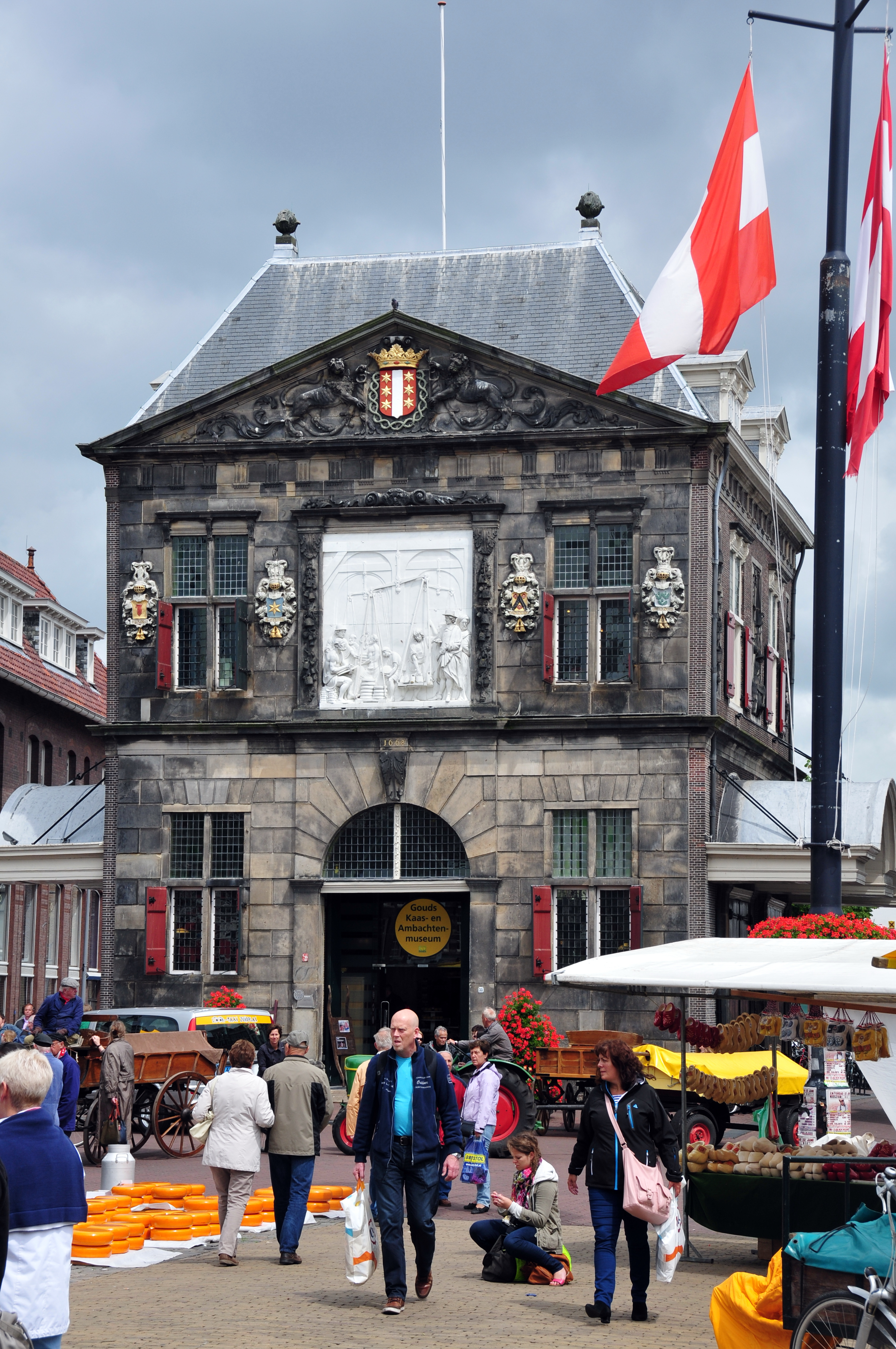
Waga miejska, targi sera.
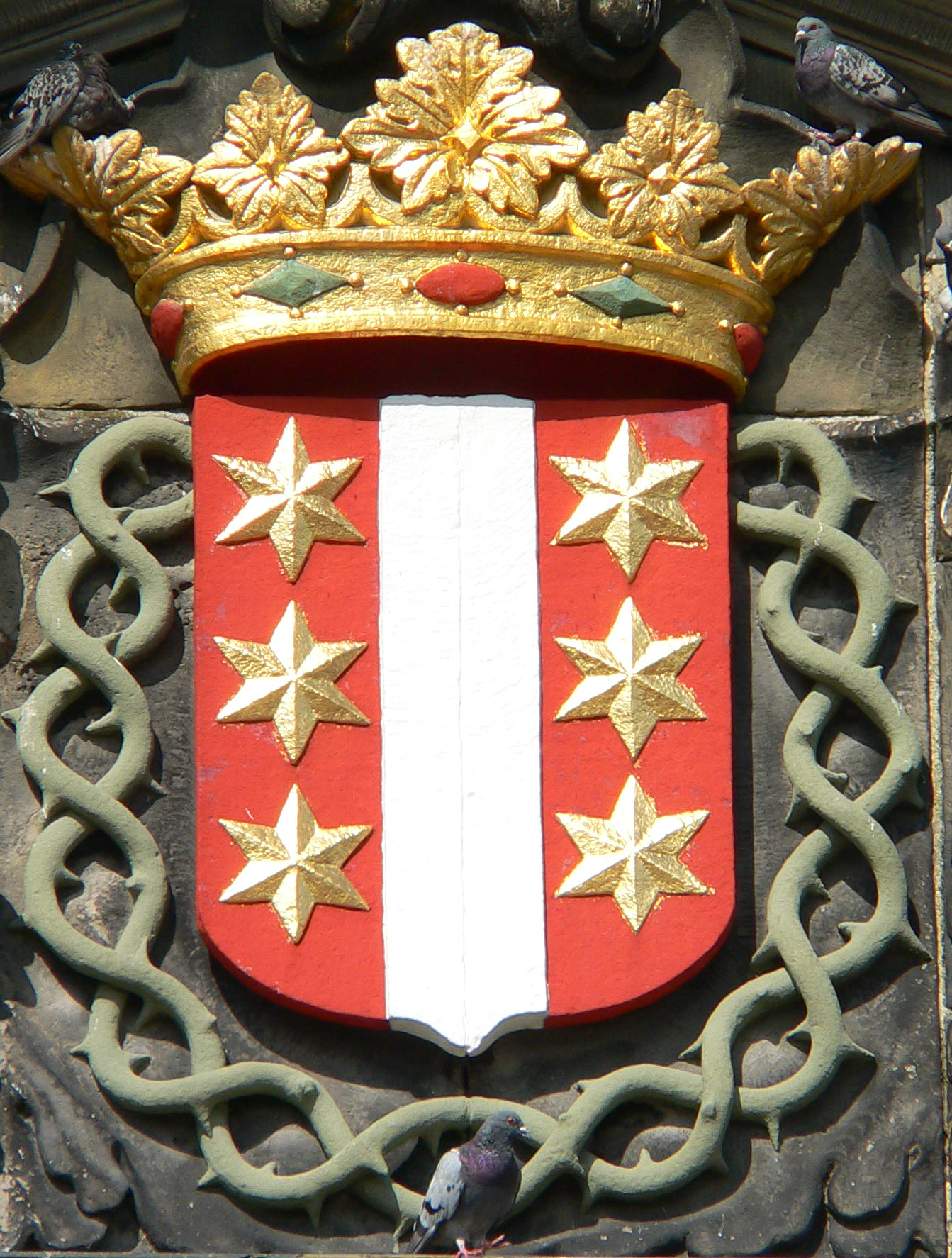
Herb miasta na budynku wagi.